# Mistrzostwa Świata w Lekkoatletyce 2011 – pchnięcie kulą kobiet
Pchnięcie kulą kobiet – jedna z konkurencji rozgrywanych podczas lekkoatletycznych mistrzostw świata na Daegu Stadium w Daegu. 
Obrończynią tytułu mistrzowskiego z 2009 roku jest Nowozelandka Valerie Vili. Ustalone przez IAAF minima kwalifikacyjne do mistrzostw wynosiły 18,30 (minimum A) oraz 17,30 (minimum B).

## Terminarz
| Data        | Godzina |            |
| ----------- | ------- | ---------- |
| 28 sierpnia | 10:20   | Eliminacje |
| 29 sierpnia | 20:40   | Finał      |

## Rekordy
Tabela prezentuje rekord świata, rekordy poszczególnych kontynentów, mistrzostw świata, a także najlepszy rezultat na świecie w sezonie 2011 przed rozpoczęciem mistrzostw.
|                                                | Zawodnik           | Wynik | Miejsce        | Data                  |
| ---------------------------------------------- | ------------------ | ----- | -------------- | --------------------- |
| Rekord świata                                  | Natalja Lisowska   | 22,63 | Moskwa         | 7 czerwca 1987(dts)   |
| Listy światowe                                 | Nadzieja Astapczuk | 20,94 | Żukowski       | 3 lipca 2011(dts)     |
| Rekord mistrzostw świata                       | Natalja Lisowska   | 21,24 | Rzym           | 5 września 1987(dts)  |
| Rekord Afryki                                  | Vivian Chukwuemeka | 18,93 | Ijebu-Ode      | 17 kwietnia 2006(dts) |
| Rekord Azji                                    | Li Meisu           | 21,76 | Shijiazhuang   | 23 sierpnia 1988(dts) |
| Rekord Ameryki Północnej, Środkowej i Karaibów | Belsy Laza         | 20,96 | Meksyk         | 2 maja 1992(dts)      |
| Rekord Ameryki Południowej                     | Elisângela Adriano | 19,30 | Tunja          | 14 lipca 2001(dts)    |
| Rekord Europy                                  | Natalja Lisowska   | 22,63 | Moskwa         | 7 czerwca 1987(dts)   |
| Rekord Australii i Oceanii                     | Valerie Vili       | 20,69 | Rio de Janeiro | 17 maja 2009(dts)     |

## Rezultaty

### Eliminacje
| Poz. | Grupa | Zawodnik                  | Reprezentacja     | #1    | #2    | #3    | Rezultat | Uwagi |
| ---- | ----- | ------------------------- | ----------------- | ----- | ----- | ----- | -------- | ----- |
| 1    | A     | Valerie Vili              | Nowa Zelandia     | 19.79 |       |       | 19.79    | Q     |
| 2    | B     | Gong Lijiao               | Chiny             | 19.21 |       |       | 19.21    | Q     |
| 3    | B     | Christina Schwanitz       | Niemcy            | 19.20 |       |       | 19.20    | Q, SB |
| 4    | B     | Nadzieja Astapczuk        | Białoruś          | 19.11 |       |       | 19.11    | Q     |
| 5    | A     | Jillian Camarena-Williams | Stany Zjednoczone | 19.09 |       |       | 19.09    | Q     |
| 6    | B     | Anna Omarowa              | Rosja             | 17.86 | 18.01 | 19.03 | 19.03    | Q     |
| 7    | A     | Cleopatra Borel-Brown     | Trynidad i Tobago | 18.20 | 18.41 | 18.95 | 18.95    | Q     |
| 8    | A     | Anna Awdiejewa            | Rosja             | 18.32 | 18.33 | 18.92 | 18.92    | Q     |
| 9    | B     | Jewgienija Kołodko        | Rosja             | 18.58 | 18.90 |       | 18.90    | Q     |
| 10   | A     | Natalla Michniewicz       | Białoruś          | 18.88 |       |       | 18.88    | Q     |
| 11   | B     | Michelle Carter           | Stany Zjednoczone | 18.85 |       |       | 18.85    | Q     |
| 12   | A     | Nadine Kleinert           | Niemcy            | 18.75 |       |       | 18.75    | Q     |
| 13   | A     | Li Ling                   | Chiny             | 18.67 |       |       | 18.67    | Q     |
| 14   | B     | Chiara Rosa               | Włochy            | 17.69 | 18.27 | 18.28 | 18.28    |       |
| 15   | B     | Mailín Vargas             | Kuba              | x     | 18.27 | x     | 18.27    |       |
| 16   | A     | Misleydis González        | Kuba              | 18.24 | 17.96 | 17.83 | 18.24    |       |
| 17   | B     | Liu Xiangrong             | Chiny             | 17.59 | 17.96 | 18.22 | 18.22    |       |
| 18   | A     | Julie Labonté             | Kanada            | 17.66 | 18.04 | x     | 18.04    |       |
| 19   | A     | Josephine Terlecki        | Niemcy            | 17.85 | 17.72 | 17.20 | 17.85    |       |
| 20   | B     | Natalia Ducó              | Chile             | 17.42 | x     | 17.42 | 17.42    |       |
| 21   | A     | Sarah Stevens-Walker      | Stany Zjednoczone | 16.50 | x     | 17.20 | 17.20    |       |
| 22   | B     | Anita Márton              | Węgry             | x     | 16.33 | 17.04 | 17.04    |       |
| 23   | B     | Lee Mi-Young              | Korea Południowa  | 16.08 | 16.18 | 15.96 | 16.18    |       |
| 24   | B     | Simoné du Toit            | Południowa Afryka | 15.83 | x     | x     | 15.83    |       |
| 25   | A     | Radosława Mawrodiewa      | Bułgaria          | x     | 15.76 | x     | 15.76    |       |

### Finał
| Poz.   | Zawodnik                  | Reprezentacja     | #1    | #2    | #3    | #4    | #5    | #6    | Wynik | Uwagi                     |
| ------ | ------------------------- | ----------------- | ----- | ----- | ----- | ----- | ----- | ----- | ----- | ------------------------- |
| Złoto  | Valerie Vili              | Nowa Zelandia     | 19,37 | X     | 20,04 | 20,72 | X     | 21,24 | 21,24 | Rekord mistrzostw         |
| Srebro | Nadzieja Astapczuk        | Białoruś          | 19,58 | 19,34 | 19,87 | 19,87 | 20,05 | 19,60 | 20,05 |                           |
| Brąz   | Jillian Camarena-Williams | Stany Zjednoczone | 19,63 | 18,53 | 19,24 | 20,02 | 18,80 | 19,44 | 20,02 |                           |
| 4      | Gong Lijiao               | Chiny             | 19,64 | X     | X     | 19,82 | 19,97 | X     | 19,97 |                           |
| 5      | Jewgienija Kołodko        | Rosja             | 18,42 | 18,28 | 19,78 | X     | X     | 19,26 | 19,78 | Rekord życiowy            |
| 6      | Li Ling                   | Chiny             | 19,12 | 19,71 | 19,23 | 19,60 | 19,50 | 19,49 | 19,71 |                           |
| 7      | Anna Awdiejewa            | Rosja             | 18,80 | 18,65 | 19,16 | 18,96 | 19,54 | 18,51 | 19,54 |                           |
| 8      | Nadine Kleinert           | Niemcy            | 19,26 | X     | 18,83 | X     | X     | -     | 19,26 | Najlepszy wynik w sezonie |
| 9      | Michelle Carter           | Stany Zjednoczone | 18,76 | X     | 18,13 |       |       |       | 18,76 |                           |
| 10     | Anna Omarowa              | Rosja             | 18,67 | X     | X     |       |       |       | 18,67 |                           |
| 11     | Natalla Michniewicz       | Białoruś          | 18,44 | X     | 18,47 |       |       |       | 18,47 |                           |
| 12     | Christina Schwanitz       | Niemcy            | 17,96 | X     | X     |       |       |       | 17,96 |                           |
| 13     | Cleopatra Borel-Brown     | Trynidad i Tobago | X     | 17,62 | 17,53 |       |       |       | 17,62 |                           |